# Lorenzo Coullaut Valera
Lorenzo Coullaut Valera (Marchena, 12 de abril de 1876-Madrid, 21 de agosto de 1932) fue un escultor e ilustrador español.

## Biografía

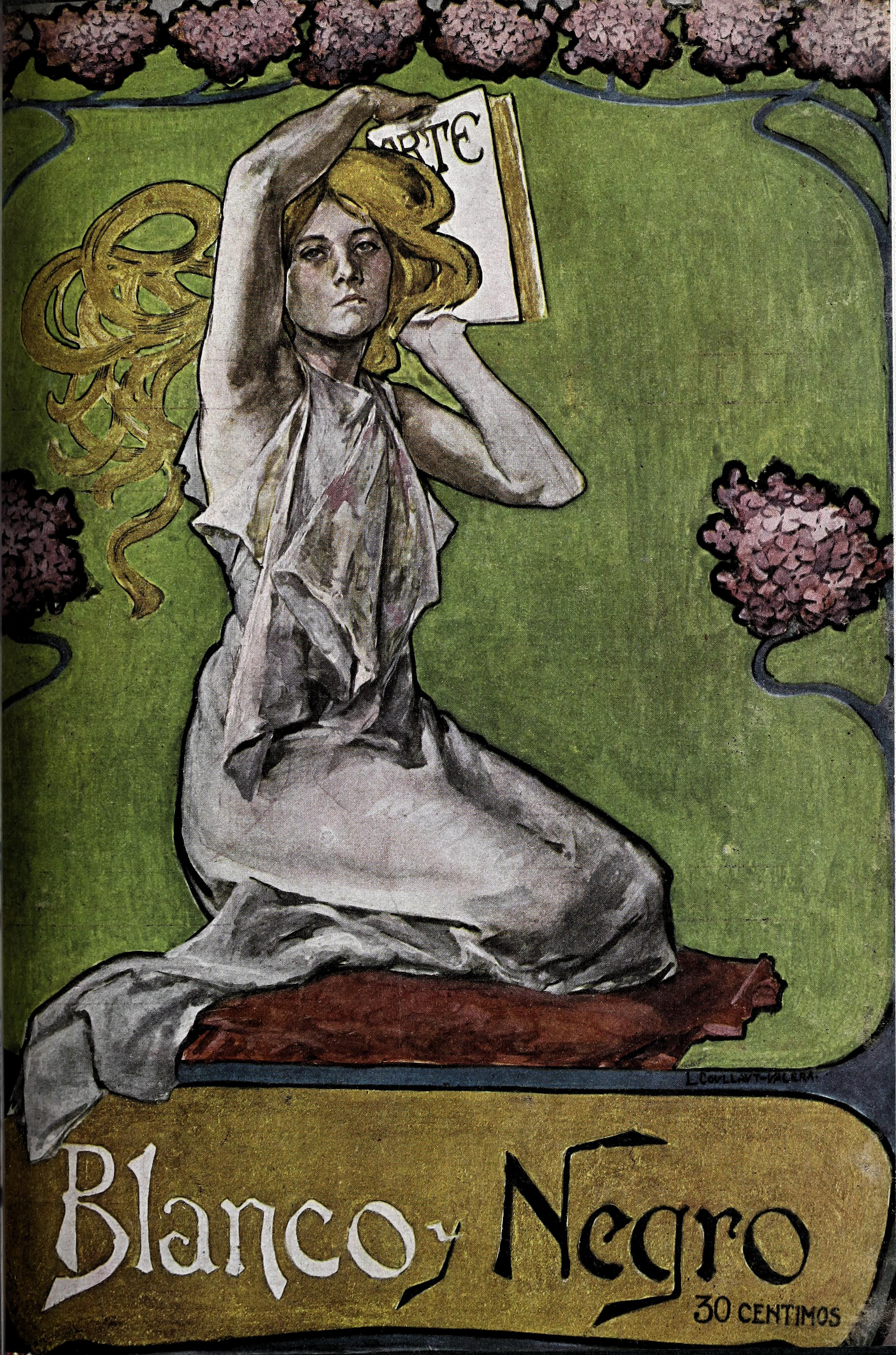
Blanco y Negro (1902)

Nace el 12 de abril de 1876 en la localidad sevillana de Marchena, hijo del ingeniero francés Louis Alfred Coullaut Boudeville. Pasa su infancia y realiza sus primeros estudios en Francia y de regreso a España en 1893, (según Wifredo Rincón su vuelta se produjo en 1880), para quedarse definitivamente. 
En Sevilla se forma en los talleres de Susillo y de Querol. 
Coullaut Valera contó con el apoyo de su tío el escritor y diplomático Juan Valera, de quien realiza un busto con el que participó en la Exposición Nacional de Bellas Artes de 1897, obteniendo en ella la mención honorífica.
Como ilustrador colaboró en revistas como Blanco y Negro y Hojas Selectas.
Trabajó sobre todo en obra monumental pública, ubicadas tanto en España como en Hispanoamérica y participó en diversas Exposiciones Nacionales de Bellas Artes y en la Exposición Universal de Barcelona de 1929. 
Fue padre del también escultor Federico Coullaut-Valera, y abuelo del pedagogo, sacerdote escolapio y escritor Enrique Iniesta Coullaut-Valera.

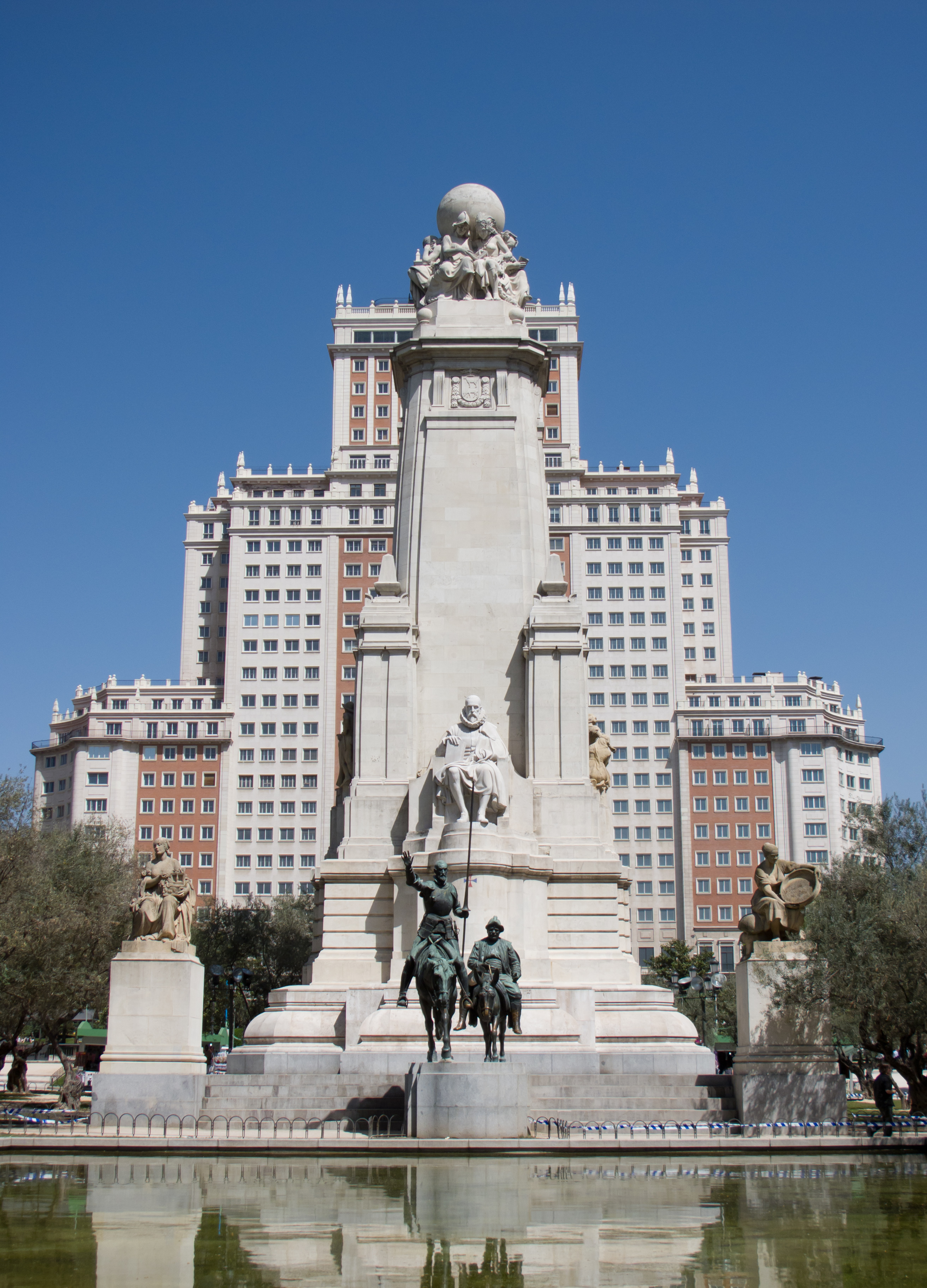
Monumento a Cervantes en la plaza de España (Madrid)

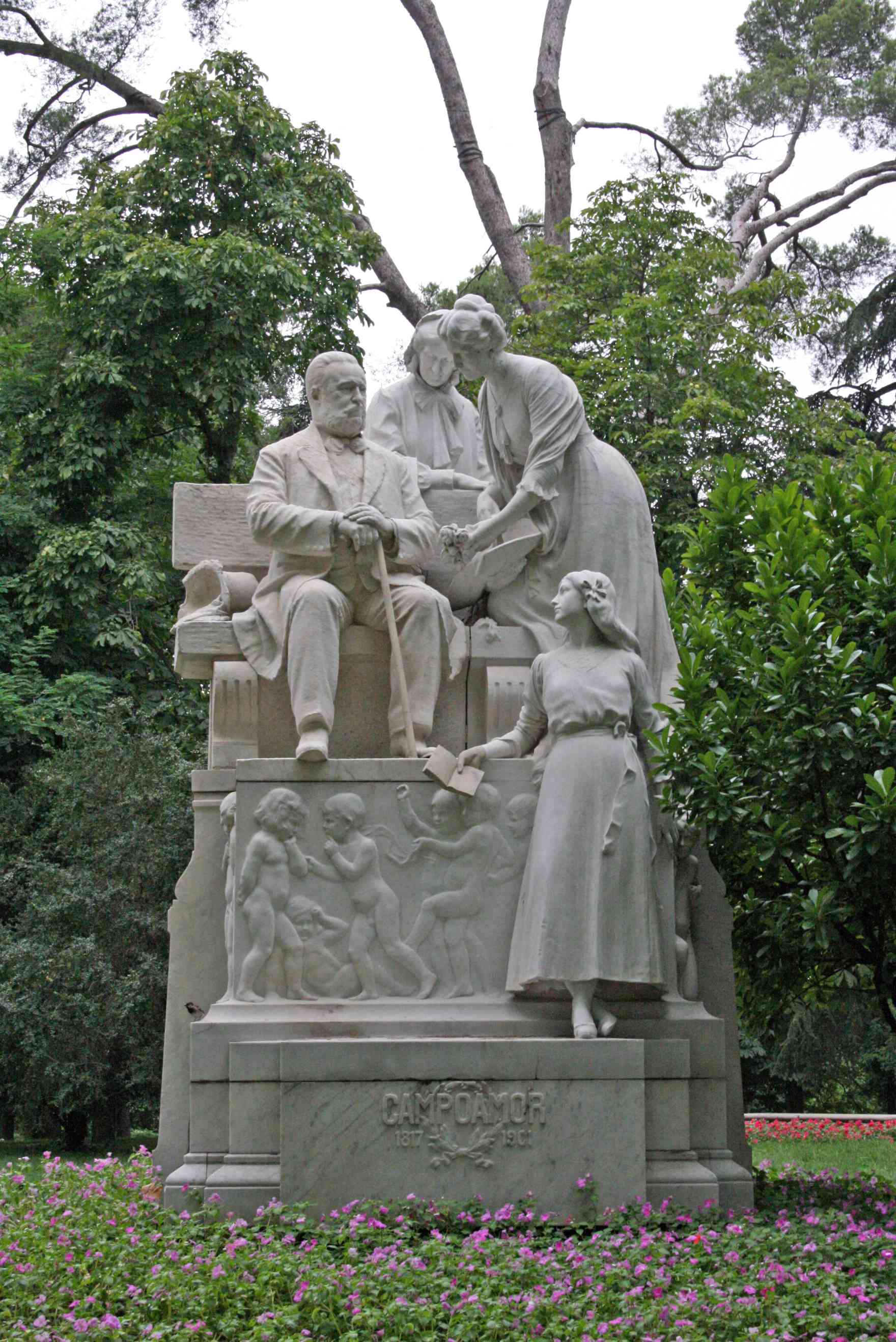
Monumento a Ramón de Campoamor en el parque del Retiro (Madrid)

## Obras

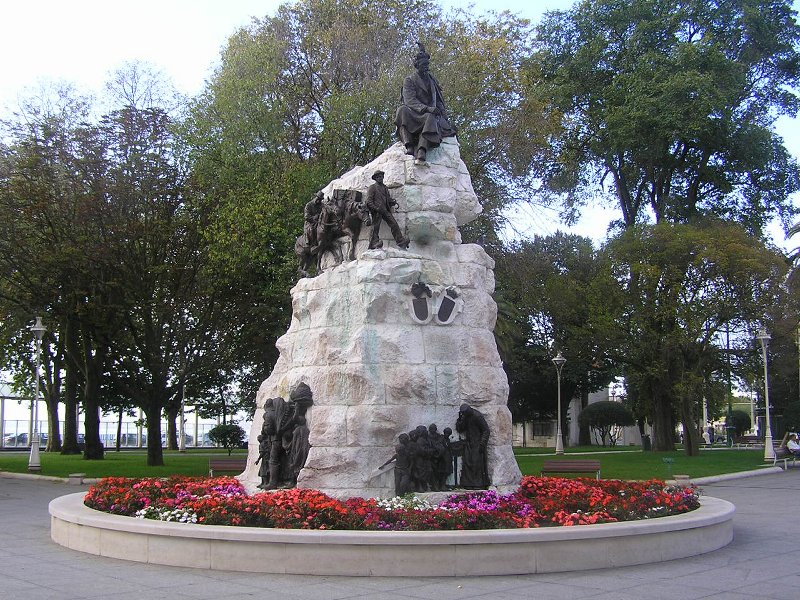
Monumento a Pereda en los jardines homónimos (Santander)

- 1911- Monumento a José María de Pereda. Jardines de Pereda, Santander
- 1911- Busto monumento al escritor gallego Manuel Curros Enríquez situado en un principio en O Castro, después en O Alameda de Vigo, Galicia.
- 1911- Monumento a Bécquer en la Glorieta de Bécquer del Parque de María Luisa, Sevilla.[2]
- 1913- Monumento a los Saineteros. Madrid.[3]
- 1914- Monumento a Ramón de Campoamor. Madrid.
- 1916- Monumento a Pardo Bazán. La Coruña.
- 1917- Conjunto escultórico del panteón de los Marqueses de Linares. Linares (Jaén)
- 1917- Monumento a Menéndez Pelayo. Biblioteca Nacional de España, Madrid.[4]
- 1918- Monumento a la Inmaculada Concepción en la Plaza del Triunfo. Sevilla.
- 1924- Monumentos a Isabel la Católica y a Cristóbal Colón en el Palacio Nacional de San Salvador, El Salvador.

- Monumento a Echegayay (colección del Banco de España).

- 1926- Monumento al Obispo Osio. Córdoba.
- 1927- Monumento al Sagrado Corazón de Jesús. Bilbao.[5]
- 1928- Busto monumento al Capitán Arenas y molineses muertos en el Desastre de Annual. Molina de Aragón.
- 1928- Monumento a Juan Valera. Madrid.
- 1928- Monumento a la Infanta Isabel Francisca de Asís de Borbón, ′La Chata′ en el "Bosquete de la Chata", en los jardines del Palacio de La Granja de San Ildefonso, Segovia.[6]
- 1929- Sagrado Corazón de Jesús en Las Ermitas. Córdoba.
- 1930- Monumento a Cervantes. Madrid.
- 1931- Monumento a Bruno Mauricio de Zabala. Montevideo.
- La Caridad Real en el Monumento a Alfonso XII de los Jardines del Retiro. Madrid.
- Monumentos alegóricos "El Arte" y "El Genio" en la glorieta de Covadonga del Parque de María Luisa. Sevilla.

## Premios y distinciones
- 1897. Mención Honorífica en la Exposición Nacional de Bellas Artes (presenta el busto de D. Juan Valera).
- 1901. Medalla de Tercera Clase en la sección de Escultura y en la de Arte Decorativo, ambas en la Exposición Nacional de Bellas Artes.
- 1904. Medalla de Tercera Clase en la Exposición Nacional de Bellas Artes.
- 1905.Ganador del concurso para la ejecución de la lápida conmemorativa de la Primera Edición de El Quijote.
- 1906. Medalla de Segunda Clase en la Exposición Nacional de Bellas Artes (presenta Regina Sanctorum Omnium).
- Premio Nacional de Escultura de la Real Academia de San Francisco.
- 1908. Medalla de Segunda Clase en la sección de Escultura y en la de Arte Decorativo, ambas en la Exposición Nacional de Bellas Artes.
- 1910. Presenta el proyecto de homenaje a Béquer, que no resulta premiado y ocasiona que no vuelva a presentarse a estos certámenes.